# Arteria dorsale del pene
L'arteria dorsale del pene è una collaterale dell'arteria pudenda interna che sale tra la radice del pene e la sinfisi pubica e, attraversando la fascia inferiore del diaframma urogenitale, passa fra i due foglietti del legamento sospensorio del pene, portandosi sul dorso del pene fino al glande, dove si divide in due rami terminali che irrorano lo stesso glande e il prepuzio.
Sul pene viene a localizzarsi tra il nervo dorsale, che si trova lateralmente, e la vena dorsale profonda.
Irrora la guaina fibrosa e il tegumento dei corpi cavernosi, inviando rami collaterali attraverso la guaina che si anastomizzano con l'arteria profonda del pene.

## Significato clinico
La rottura dell'arteria dorsale può presentarsi in modo simile alla frattura del pene.

## Galleria d'immagini

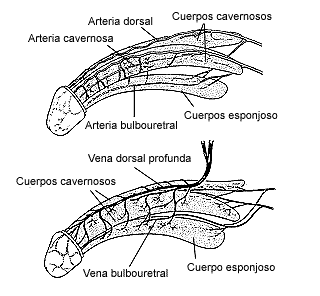
Arterie e vene del pene
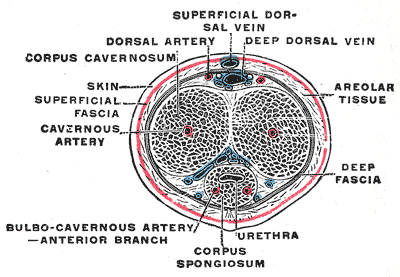
Sezione trasversa del pene che ne mostra la vascolarizzazione
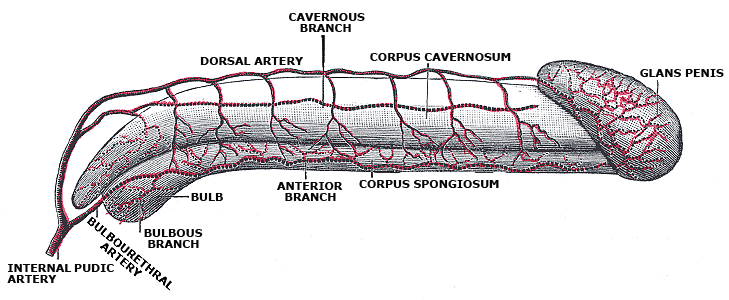
Schema delle arterie del pene